# Theresa Russell
Pour les articles homonymes, voir Russell.
Theresa Russell est une actrice américaine, née le 20 mars 1957 à San Diego (Californie).

## Filmographie
- 1976 : Le Dernier Nabab (The Last Tycoon) : Cecilia Brady
- 1978 : Le Récidiviste (Straight Time) d'Ulu Grosbard : Jenny Mercer
- 1979 : Blind Ambition (feuilleton TV) : Maureen Dean
- 1980 : Enquête sur une passion (Bad Timing) : Milena Flaherty
- 1984 : Le Fil du rasoir (The Razor's Edge) : Sophie MacDonald
- 1984 : Eureka : Tracy McCann Maillot Van Horn
- 1985 : Une nuit de réflexion (Insignificance) de Nicolas Roeg : The Actress
- 1987 : La Veuve noire (Black Widow) : Catherine Petersen
- 1987 : Un sketch (Aria) : King Zog (segment Un ballo in maschera)
- 1988 : Track 29 : Linda Henry
- 1989 : Preuve à l'appui (Physical Evidence) : Jenny Hudson
- 1990 : Double jeu (Impulse) : Lottie Mason
- 1991 : La Putain (Whore) : Liz
- 1991 : Cold Heaven : Marie Davenport
- 1991 : Kafka : Gabriela
- 1993 : Thicker Than Water (TV) : Debbie / Jo
- 1993 : Le Secret du bonheur (Being Human) : The Storyteller
- 1993 : A Woman's Guide to Adultery (TV) : Rose
- 1994 : The Flight of the Dove : Mary Ann Curran (aka Alex Canis)
- 1995 : Arbalète et rock'n roll (A Young Connecticut Yankee in King Arthur's Court) : Morgan Le Fay
- 1995 : Hotel Paradise de Nicolas Roeg (court métrage)
- 1995 : The Grotesque : Lady Harriet Coal
- 1996 : Trade Off (TV) : Jackie Daniels
- 1996 : Alliance interdite (Once You Meet a Stranger) (TV) : Margo Anthony
- 1996 : Public Enemies (vidéo) : Kate 'Ma' Barker
- 1997 : The Proposition : Catherine Morgan
- 1998 : La Fugitive (Running Woman) : Emily Russo
- 1998 : Sexcrimes (Wild Things) : Sandra Van Ryan
- 2000 : Luckytown : Stella
- 2001 : Danny Balint (The Believer) : Lina Moebius
- 2001 : Earth vs. the Spider (TV) : Trixie Grillo
- 2002 : The House Next Door : Helen Schmidt
- 2002 : Project Viper (TV) : Dr Nancy Burnham
- 2002 : Passionada : Lois Vargas
- 2002 : Now & Forever : Dori Wilson
- 2003 : Chasing Alice (TV)
- 2003 : À la conquête d'un cœur (Love Comes Softly) (TV) : Sarah Graham
- 2003 : Save It for Later : Jackie O'Connor
- 2003 : Sans issue (The Box) : Dora Baker
- 2005 : À l'ombre de mes yeux (Blind Injustice) (TV) : Joanna Bartlett
- 2005 : Empire Falls (TV) : Charlene
- 2007 : Spider-Man 3 : Emma Marko
- 2007 : Chinaman's Chance : Mrs. Williams
- 2008 : Dark World : Nicole
- 2008 : Jolene : Tante Kay
- 2009 : Fringe (Épisode 2-04) (TV) : Rebecca Kibner
- 2009 : Ce que pensent les hommes (He's Just Not That Into You) (scènes supprimées) : La mère d'Anna
- 2009 : 16 to Life : Louise
- 2010 : Rid of Me : Mrs. Lockwood
- 2011 : Born to Ride : Frances Callahan
- 2011 : Street : La mère de Lexi
- 2011 : The Legend of Nethiah : La mère de Nethiah
- 2012 : The Stone Pony : Helen Roig

## Voix françaises
- Frédérique Tirmont dans :
  - La Veuve noire (1987)
  - À l'ombre de mes yeux (2005)

- Sylviane Margollé dans Le Dernier Nabab (1976)
- Annie Balestra dans Le Récidiviste (1978)
- Dorothée Jemma dans Une nuit de réflexion (1986)
- Perrette Pradier dans La Putain (1991)
- Évelyn Séléna dans Kafka (1991)
- Sylvie Moreau dans Sexcrimes (1998)
- Martine Irzenski dans Spider-Man 3 (2007)